# Het Grote Gebod

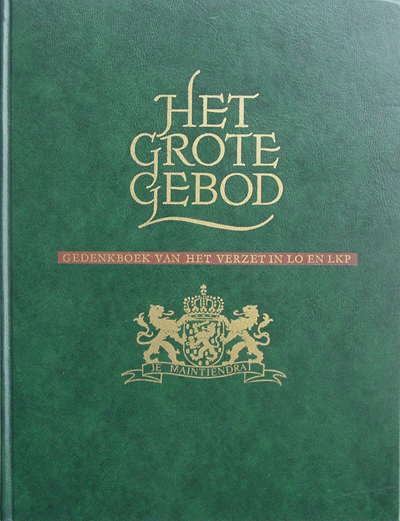
HET GROTE GEBOD

Het Grote Gebod is het gedenkboek van het verzet in Landelijke Organisatie voor Hulp aan Onderduikers en Landelijke Knokploegen in de Tweede Wereldoorlog. De eerste druk verscheen in 1951. Het bestaat uit twee delen, samen meer dan 1300 pagina’s.

## Gedenkboekcommissie
Het initiatief tot Het Grote Gebod werd genomen door een Gedenkboekcommissie van mensen uit het verzet, bestaande uit
Henk van Riessen (voorzitter), Rein van der Haar (secretaris), Rogier van Aerde, A.W. Bijl, Antoon Coolen, Heini Douqué, Ad Goede, A. Kessen, Klaas Norel, Frits Slomp, Gerard Spanhaak en Anne de Vries.

## Naam
De naam van het Gedenkboek Het Grote Gebod is ontleend aan de Bijbel. De volgende tekst uit Mattheüs 22:37-39 staat als motto op de titelpagina:"Gij zult den Heere, uwen God, liefhebben met geheel uw hart en met geheel uwe ziel en met geheel uw verstand. Dit is het groote en eerste gebod. Een tweede, daaraan gelijk, is: Gij zult uwen naaste liefhebben als uzelve" (Statenvertaling 1637). Dit Bijbelgedeelte was voor christenen een belangrijke drijfveer om deel te nemen aan het verzet, bijvoorbeeld in de vorm van hulp aan Joodse onderduikers en alles wat daarmee verband hield.

## Plan en onderwerp
De Gedenkboekcommissie schrijft in haar Verantwoording over het plan van Het Grote Gebod. “Het plan van dit boek is, de geschiedenis van het verzet in de LO en de LKP te boek te stellen voor het Nederlandse volk, opdat dit volk de zin, het karakter en de uitkomsten van dit verzet tot in de volgende geslachten niet zal vergeten.”
Beschreven wordt vooral de geschiedenis van de LO en de LKP en hun nevenorganisaties. De LO was de grootste actieve verzetsorganisatie met bijna in elke plaats vertegenwoordigers. De LKP was verantwoordelijk voor de gewapende acties van het verzet.

## Eisen en tijdstip van verschijning
De Gedenkboekcommissie stelde de volgende eisen aan Het Grote Gebod: betrouwbaar, evenwichtig en goed leesbaar. Om een betrouwbaar boek te maken was het opbouwen van een omvangrijke documentatie essentieel. Gewaakt werd voor allerlei persoonlijke verzetservaringen en verhalen, waardoor de evenwichtigheid verstoord zou kunnen worden. De commissie streefde naar een compromis door een omvangrijke documentatie te laten beschrijven door beroepsauteurs en niet door historici.
Gememoreerd wordt dat de documentatie over de geschiedenis van het verzet met voortvarendheid ter hand werd genomen. De vraag wordt wel gesteld of het juist is zo spoedig na de oorlog met de beschrijving te beginnen. Het is toch zo: hoe groter de afstand in jaren, hoe beter men verbanden ziet en kan onderscheiden wat belangrijk is en wat niet? De commissie vond vijf jaren genoeg, waarbij de gevolgde methode haars inziens voldoende waarborg bood tegen subjectiviteit. Inspirerende voorlichting van ons volk en het feit dat het boek een monument tot het herdenken van de gevallenen wilde zijn, noodzaakte een snelle verschijning, aldus de Gedenkboekcommissie.

## Documentatie en beschrijving
Bij het documenteren richtte men zich vooral op de ervaringen van de plaatselijke medewerkers, dus van de basis. Men wilde zich niet richten op de geschiedenis van de leiding of op alleen de spectaculaire gevallen. Het bureau van de LO-LKP-Stichting speelde hierin een belangrijke rol. Via  interviews en enquêtelijsten met  honderden vragen ontving men veel informatie, die door vele betrokkenen en deskundigen werd geverifieerd. Over speciale onderwerpen liet men zich door ter zake kundigen voorlichten via rapporten.
De beroepsschrijvers maakten aan de hand van de documentatie een schets, die gecontroleerd werd door ter zake kundige voormalige medewerkers uit het verzet. Soms was een tweede of derde ontwerp nodig. De eindcontrole lag bij de Gedenkboekcommissie, die kon zorgen voor eenheid in de aangeleverde artikelen en voor een verantwoorde omvang gezien de beschikbare ruimte in het boek.

## De opzet van het boek
De Gedenkboekcommissie besloot tot een uitgave in twee kloeke delen: een historisch en een systematisch deel. 
In het historische deel was het verhaal vooral gegroepeerd rond belangrijke gebeurtenissen en historische personen. Van hen werden alleen schuilnamen gebruikt, met uitzondering van de gevallenen. 
In het systematische deel werd vooral aandacht besteed aan hen die aan de basis hun verzetsstrijd hebben gevoerd.

## Foto’s van de gevallenen
Een belangrijke doel van Het Grote Gebod was de herdenking van de gevallenen. Het bijzondere is dat de foto’s van alle gevallenen in LO- en LKP-verband in het boek zijn opgenomen met de belangrijkste persoonlijke gegevens. De foto’s kregen verspreid door het eerste deel hun plaats, waar de desbetreffende verzetsstrijder aan de orde kwam of waar dat het beste uitkwam. Achter in het tweede deel zijn de foto’s van de gevallenen opgenomen in een alfabetische lijst samen met persoonlijke gegevens en verwijzing naar de beschrijving.

## Het Grote Gebod gedigitaliseerd
In 2014 nam Stichting Herinnering LO-LKP het initiatief Het Grote Gebod te digitaliseren en op internet ter beschikking te stellen. Aan Joke Scheepstra, dochter van verzetsleider Liepke Scheepstra viel de eer te beurt dit te mogen realiseren.
Toen Joke bezig was met digitaliseren herinnerde ze zich dat toen in 1989 de 4e editie van het Het Grote Gebod verscheen, het toenmalige bestuur graag ook de vijf complete jaargangen van het weekblad De Zwerver (1945-1949) in fotografische herdruk had laten verschijnen. Daar kwam het toen niet van omdat de uitgever dit in commercieel opzicht niet haalbaar achtte. Bij de correspondentie die ze daarover in archieven terugvond bevonden zich bovendien fotokopieën van illegale mededelingen, die voor datzelfde doel waren bijeengebracht. "Nu we toch eenmaal bezig waren met digitaliseren kon dat er ook nog wel bij", aldus Joke Scheepstra. Zie de externe link hieronder.